# 異形殲擊令
《異形殲擊令》（英語：Split Second）是一部1992年科幻恐怖片，由東尼·梅藍導演，蓋瑞·史考特·湯普森編劇，魯格·豪爾主演。本片設定在2008年的伦敦，警探哈雷（豪爾飾演）追查三年前殺死搭檔的連環殺手，但這名殺手顯然是超乎常人的怪物。

## 劇情
本片設定在2008年的伦敦，全球变暖導致市區出現淹水及汙染問題，老鼠四處橫行。警探哈雷·史東到一家夜總會調查一名仍未逮捕歸案的連環殺手，但仍有一名女子遇害且心臟被挖走，殺手用鮮血寫下「我回來了」。哈雷的搭檔佛斯特三年前被該名殺手殺害，哈雷復仇心切，但因為偏執狂般的行為而被警局停職。哈雷和殺手之間有著奇特的心灵感应，哈雷可以感知到殺手就在附近並聽見心跳聲。夜總會命案之後，警方不將連環殺手復出的事情對外公開，但決定讓哈雷復職並投入調查，研究過多名連環殺手的牛津大学高材生迪克·德金成為哈雷的新搭檔。與此同時，殺手交還了被害者的臟器，藉由臟器上的齒痕，警方發現殺手有著怪物般的尖牙。
下一個受害者是男性，殺手用鮮血在天花板留下一些圖案，顯示其身高極高，現場還留下佛斯特的槍。哈雷去佛斯特的靈位時巧遇佛斯特的遺孀米雪，兩人一起回到哈雷的住處談天，米雪也借住下來。哈雷與迪克展開調查，嘗試釐清殺手的犯案模式和動機，包含殺手只在新月犯案以及留下的天蠍座圖案。此時殺手襲擊哈雷的住處，殺害隔壁的一名女性但未能取走心臟，而米雪則被咬了一口。殺手持搶來的槍械和哈雷交火，迪克中彈倒地，殺手隨後逃逸。
德金因為穿著防彈背心而無大礙，現場的線索調查出爐，殺手的指紋是佛斯特的指紋，且殺手有著重組DNA，包含老鼠和所有被害人的DNA。殺手來到警局的停屍間，把先前未取的女性心臟挖走，並無視哈雷與迪克的開火，直接穿牆逃走。迪克認知到對手絕非人類，於是申請使用更強大的火力。迪克出現與哈雷類似的精神狀況，並將殺手留下的圖案解讀為純粹邪惡的象徵。
哈雷知道殺手會回頭攻擊米雪，便與迪克留守在家中。但迪克被殺手抓住，胸膛被割出圖案，米雪則被抓走。迪克胸膛的圖案與地圖對照之下，可知殺手挑選犯案位置是為了完成特定圖案，而天蠍座尾端所指的便是佛斯特當年喪命之處——坎農街站。坎農街站已荒廢多時且淹水，哈雷與迪克先救出了米雪，但哈雷隨即遭到殺手正面襲擊。迪克用槍和炸藥攻擊殺手，將之逼進廢棄車廂，隨後透過積水用高壓電重創殺手。哈雷將殺手的心臟挖出，這顆心臟由被害人的心臟組成，哈雷一槍將之轟爛，隨後與德金和米雪離開車站。車站裡的水面不斷冒泡，暗示水下仍有東西。

## 演員
- 魯格·豪爾飾演哈雷·史東（Harley Stone）：被停職的警探，追捕著殺死前搭檔佛斯特的連環殺手，有偏執狂傾向。
- 金·凱特羅飾演米雪·麥克連（Michelle McLaine）：佛斯特的遺孀，與哈雷關係曖昧。
- 尼爾·鄧肯（英语：Alastair Duncan (actor, born 1958)）飾演迪克·德金（Dick Durkin）：哈雷的新搭檔，牛津大学畢業後投身警界，專長是研究連環殺手。
- 艾倫·阿姆斯壯（英语：Alun Armstrong (actor)）飾演崔夏（Thrasher）：警察局長。
- 彼得·普斯特李威飾演波森（Paulsen）：警探。
- 艾恩·迪里飾演傑杰（Jay Jay）
- 蘿伯塔·伊頓（Roberta Eaton）飾演蘿蘋（Robin）
- 東尼·史蒂德曼（英语：Tony Steedman）飾演派特·奧道尼爾（Pat O'Donnell）：警探。
- 麥可·J·波拉德（英语：Michael J. Pollard）飾演捕鼠人（The Rat Catcher）
- 史蒂文·哈特利（英语：Steven Hartley）飾演佛斯特·麥克連（Foster McLaine）：哈雷的前搭檔，三年前在哈雷面前被連環殺手殺害。

演員名單來源：

## 製作
全片於英國伦敦取景，1991年6月17日開拍，8月第一週完成拍攝。

## 腳註
1. 1 2 3  Cohn, Lawrence. . Variety. 1992-05-01  [2015-07-08]. （原始内容存档于2022-12-24） （英语）.
2. 1 2  . British Film Institute.   [2016-08-18]. （原始内容存档于2016-05-13） （英语）.
3. 1 2 3  美国电影学会目录上的《異形殲擊令》（英文）
4. ↑  Box Office Mojo上《異形殲擊令》的資料（英文）
5. . Play It Again.   [2024-07-21]. （原始内容存档于2024-07-26）.

### 延伸資料
期刊
- Jones, Alan. . Cinefantastique. August 1992, 23 (1): 54–55 –Internet Archive （英语）.
- . Starlog. May 1992, (178): 48–52 （英语）.

## 外部連結
- 互联网电影数据库（IMDb）上《異形殲擊令》的资料（英文）
- AllMovie上《異形殲擊令》的资料（英文）
- 爛番茄上《異形殲擊令》的資料（英文）